# Francis Pelegri
Pour les articles homonymes, voir Pelegri.
Francis Pelegri, né le 6 mai 1952, est un rameur d'aviron français.

## Carrière
Francis Pelegri est médaillé d'or en quatre de couple poids légers aux Championnats du monde d'aviron 1975 à Nottingham, aux Championnats du monde d'aviron 1976 à Villach et aux Championnats du monde d'aviron 1977 à Amsterdam.
Il est le président du Cercle de l'aviron de Marseille.